# NGC 2029
NGC 2029 ist ein Emissionsnebel in der Großen Magellanschen Wolke im Sternbild Dorado. Das Objekt wurde am 27. September 1826 von dem Astronomen James Dunlop entdeckt.

## Beschreibung
James Dunlop beschrieb das Objekt mit folgenden Abkürzungen: pB, pL, R, gbM, in eLCl − übersetzt: besonders hell, besonders groß, rund, zur Mitte hin graduell heller werdend, in einem sehr großen Sternhaufen, welcher im Jahr 1828 publiziert wurde: A faint round nebula, 25″ oder 30″ diameter sowie deren Bestätigung durch eine zweifache Beobachtung in den 1830er Jahren von John Herschel.
Als weitere Referenz wird ein von Herschel zwischenzeitlich erstellter Katalog genannt, der diese Beobachtungen zusammenfasst, bei dem die Koordinaten aber in der Deklination rund 1,5° abweichen, ebenso wie dann im New General Catalogue: Ein Wissenschaftler notiert rückblickend, dass die Deklinationen der zu NGC 2029 und NGC 2030 gehörenden Einträge in Herschels Katalog vertauscht sind und so in den NGC übernommen wurden.
Auch wird im NGC für NGC 2030 vermerkt: 1st of 3, wobei NGC 2032 und NGC 2035 die beiden weiteren Teile bilden, jeweils mit Positionsangaben nahe denen von NGC 2029.
Ende des 19. Jahrhunderts; Edward Charles Pickering ordnet NGC 2029 der Großen Magellanschen Wolke zu. Harlow Shapley u. a. beschreiben, dass NGC 2029 und NGC 2032 Teile eines 20 Parsec durchmessenden Nebels sind, der durch einen dunklen Nebel von etwa 5 Parsec Breite und unregelmäßiger Gestalt unterteilt wird, und Karl Gordon Henize notiert NGC 2029 als ein Teilgebiet eines Hα-Emissionsnebels, den er mit N59 bezeichnet und der in dem Bereich N59A die Objekte NGC 2032 und NGC 2035 umfasst. In der ESO/Uppsala survey wird darüber hinaus für NGC 2029 die alternative Bezeichnung ESO 056-EN 156 eingeführt.